# Elizabeth Chai Vasarhelyi
Elizabeth Chai Vasarhelyi (New York, 30 dicembre 1978) è una regista, sceneggiatrice, giornalista e documentarista statunitense, vincitrice dell'Oscar al miglior documentario nel 2019.

## Biografia
Nata a New York nel 1978, lavora come cineasta documentarista dai primi anni 2010. Nel 2017 scrive, dirige e produce, con suo marito, il film documentario Free Solo, che la vale l'Oscar al miglior documentario nel 2019. È inoltre vincitrice di un Critics' Choice Documentary Awards, prestigioso premio assegnato ai migliori documentari.
Nel 2022 esce il documentario da lei diretto, Ritorno allo spazio, che racconta l'evoluzione del progetto SpaceX.
Nel 2023 esordisce alla regia di un film di finzione insieme al marito Jimmy Chin con Nyad - Oltre l'oceano, che ottiene anche due candidature ai Premi Oscar nelle categorie "Miglior attrice" ad Annette Bening e "Miglior attrice non protagonista" a Jodie Foster.

## Riconoscimenti
- Premio Oscar
  - 2019 – Miglior documentario per Free Solo
- Critics' Choice Documentary Awards
  - 2019 – Miglior documentario per Free Solo
  - 2021 – Candidatura alla miglior regista per Naturals